# Mickey Morton
Mickey Morton (Illinois, 8 marzo 1927 – Los Angeles, 8 agosto 1993) è stato un attore statunitense.

## Biografia
È noto per aver interpretato l'umanoide  Kloog nella serie televisiva Star Trek. Recitò in altre serie come Fantasilandia, Strega per amore, Wonder Woman, e Alice.
Apparve anche in due speciali televisivi: The Star Wars Holiday Special (1978) nel ruolo della moglie di Chewbecca e l'alieno Tork, e in Legends of the Superheroes (1979), dove interpretò lo zombie Solomon Grundy.
Morì nel 1993 a Los Angeles.

## Filmografia

### Cinema
- The Four Deuces, regia di William H. Bushnell (1975)
- The Billion Dollar Habo, regia di Stuart E. McGowman (1977)
- Non rubare... se non è strettamente necessario (Fun with Dick and Jane), regia di Ted Kotcheff (1977)
- Gli spostati di North Avenue (The North Avenue Irregulars), regia di Bruce Bilson (1979)
- Starchaser - La leggenda di Orin (Starchaser), regia di Steve Hahn (1985)
- Take Two, regia di Peter Rowe (1988)
- Down the Drain, regia di Robert C. Hughes (1990)

### Televisione
- Yancy Derringer – serie TV, episodio 1x32 (1959)
- Peter Gunn – serie TV, episodi 2x01-3x07 (1959-1960)
- Maverick – serie TV, episodi 4x13-5x01 (1960-1961)
- Gli uomini della prateria (Rawhide) – serie TV, episodio 4x08 (1961)
- Strega per amore (I Dream of Jeannie) – serie TV (1965-1970)
- Star Trek – serie TV, episodio 2x16 (1968)
- Wonder Woman – serie TV (1974-1979)
- The Star Wars Holiday Special, regia di Steve Blinder (1978)
- Legends of the Superheroes, regia di Bill Charruthers e Chris Darley (1979)
- Alice – serie TV (1976-1985)
- Tre cuori in affitto (Three's Company) – serie TV (1977-1984)
- Fantasilandia (Fantasy Island) – serie TV (1977-1984)